# DistroWatch
DistroWatch jsou v informatice populární webové stránky, které nabízí novinky, žebříčky popularity a další informace o různých linuxových distribucích a ostatních free software/open-source operačních systémech, jako jsou OpenSolaris a BSD. V současné době obsahuje informace o několika stovkách distribucí. DistroWatch byl založen 31. května 2001 a je udržován Slovákem Ladislavem Bodnarem.

## Obsah stránek
Stránky DistroWatch jsou rozsáhlé a jsou na nich srovnávací grafy rozdílů mezi software portovaného do různých distribucí. Rovněž evidují některé obecné vlastnosti distribucí, jako je cena a podporované architektury procesoru. K dispozici je také DistroWatch weekly (často zkráceně DWW), který vychází týdně jako publikace shrnující dění v distribucích na světě. Od 17. listopadu 2008 se Ladislav Bodnar rozhodl odstoupit z funkce editora pro DWW. Ladislav bude pokračovat nadále a říká: „Přináším Vám nejnovější verzi novinek a budu udržovat všechny stránky distribucí aktuální“, zatímco DWW bude psát Chris Smart.
DistroWatch dostává měsíční dotace ze společné iniciativy mezi DistroWatch a dvěma online obchody prodávajícími za nízké ceny CD a DVD s Linuxem, BSD a dalším open-source softwarem. Od zahájení dotačního programu v březnu 2004 DistroWatch věnoval celkem 17 283 USD na různé open-source projekty.